# Mogyoród
Mogyoród är en ort i närheten av Gödöllő i Ungern med 7 265 invånare (2020).
Orten är mest känd för racerbanan Hungaroring på vilken Ungerns Grand Prix i formel 1 körs.